# Seututie 500
Pour les articles homonymes, voir Route 500.
La route régionale 500 (finnois : Seututie 500) est une route régionale allant de Niirala à Tohmajärvi jusqu'à Ilomantsi en Finlande.

## Description
Elle commence à deux kilomètres du poste-frontière de Niirala.

## Parcours
- Niirala , Tohmajärvi
- Hoilola, Joensuu
- Mutalahti, Ilomantsi
- Ilomantsi